# Biraj Bahu
Pour plus de détails, voir Fiche technique et Distribution.
Biraj Bahu est un film indien réalisé par Bimal Roy, sorti en 1954.

## Synopsis
Biraj a été mariée à Nilambar Chakraborty quand elle était petite fille. Le couple n'a pas d'enfant. Nilambar est pieux, généreux et sans emploi. Son petit frère abuse de sa générosité et prend un emprunt à son nom.

## Fiche technique
- Titre : Biraj Bahu
- Réalisation : Bimal Roy
- Scénario : Nabendu Ghosh, Nasir Hussain et Bimal Roy d'après le roman de Saratchandra Chatterjee
- Musique : Salil Choudhury
- Photographie : Dilip Gupta
- Montage : Hrishikesh Mukherjee
- Production : Hiten Chaudhury
- Société de production : Hiten Chaudhury Productions
- Pays :  Inde
- Genre : Drame
- Durée : 145 minutes
- Dates de sortie : 
  -  France : 1954 (Festival de Cannes)

## Distribution
- Kamini Kaushal : Biraj Chakravorty
- Abhi Bhattacharya : Nilambher Chakravorty
- Shakuntala : Punnu Chakravorty
- Pran : Deodhar
- Randhir : Pitambar Chakravorty
- Manorama : Sundari, la servante

## Distinctions
Le film a été présenté en sélection officielle en compétition au Festival de Cannes 1955.